# Вежа миру
Вежа Миру (англ. Peace Tower, фр. Tour de la Paix) — центральна дзвіниця та годинникова вежа, розташована на осі центрального блоку будівель Парламенту Канади в Оттаві, провінція Онтаріо. Сучасна споруда замінила 55-метрову Вікторіанську вежу, яка згоріла під час пожежі 1916 року разом із більшою частиною центрального блоку; єдиною вцілілою будівлею стала Парламентська бібліотека. Вежа Миру є впізнаваним символом Канади і до впровадження полімерних банкнот зображувалася на канадській двадцятидоларовій купюрі поряд із портретом королеви Єлизавети II.

## Характеристики

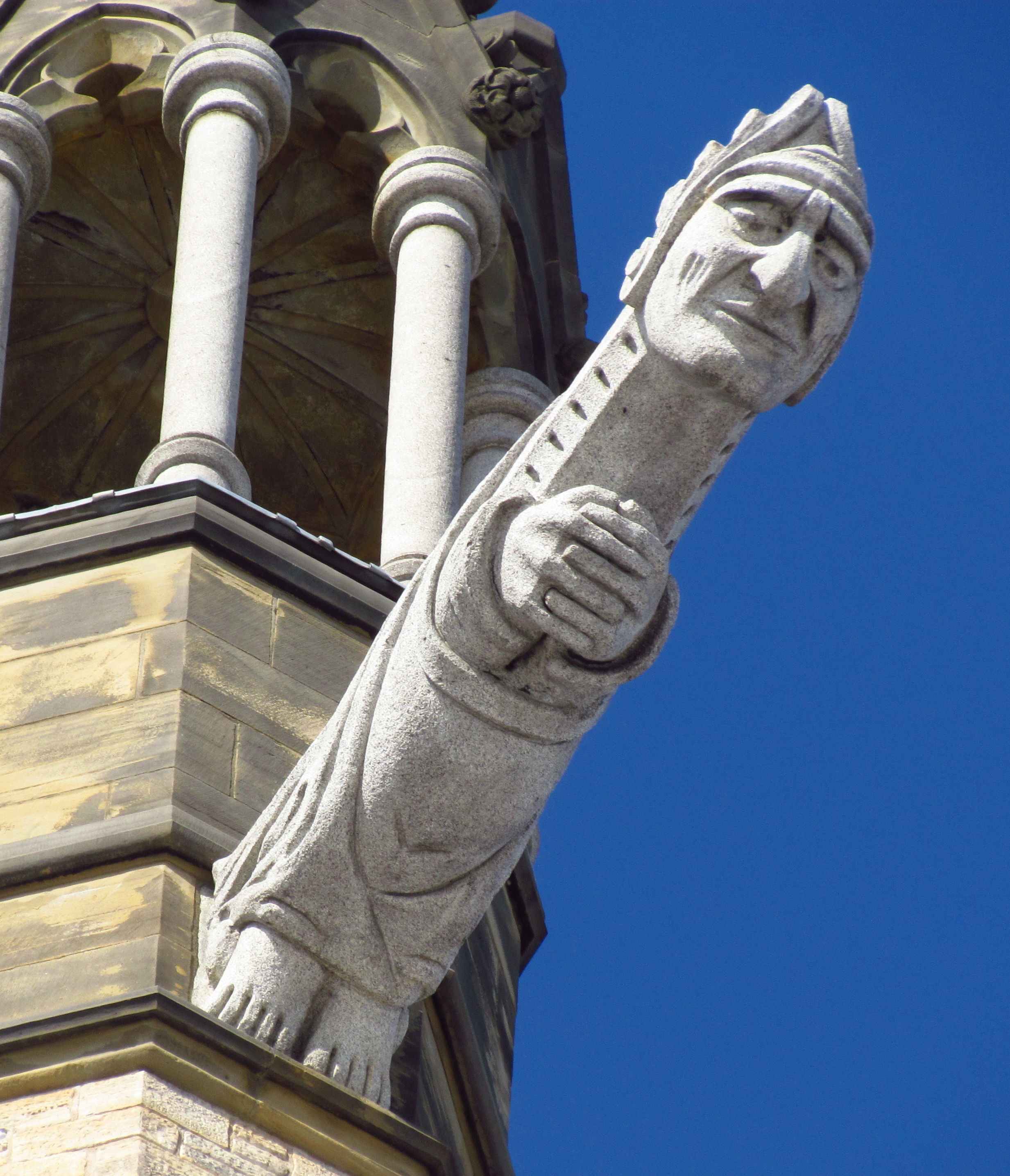
Один із чотирьох гротесків на кутах Вежі Миру

Проєкт вежі розробили Жан Омер Маршан та Джон А. Пірсон. Вежа є кампанілою (дзвіницею) заввишки 92,2 м і оздоблена численними кам'яними різьбленнями — близько 370 гаргуйлів, гротесків і фризів, виконаних у стилі вікторіанської високої готики, що домінує в архітектурі всього парламентського комплексу. Стіни виготовлені з непеанського пісковику, дах — із залізобетону, вкритого міддю.

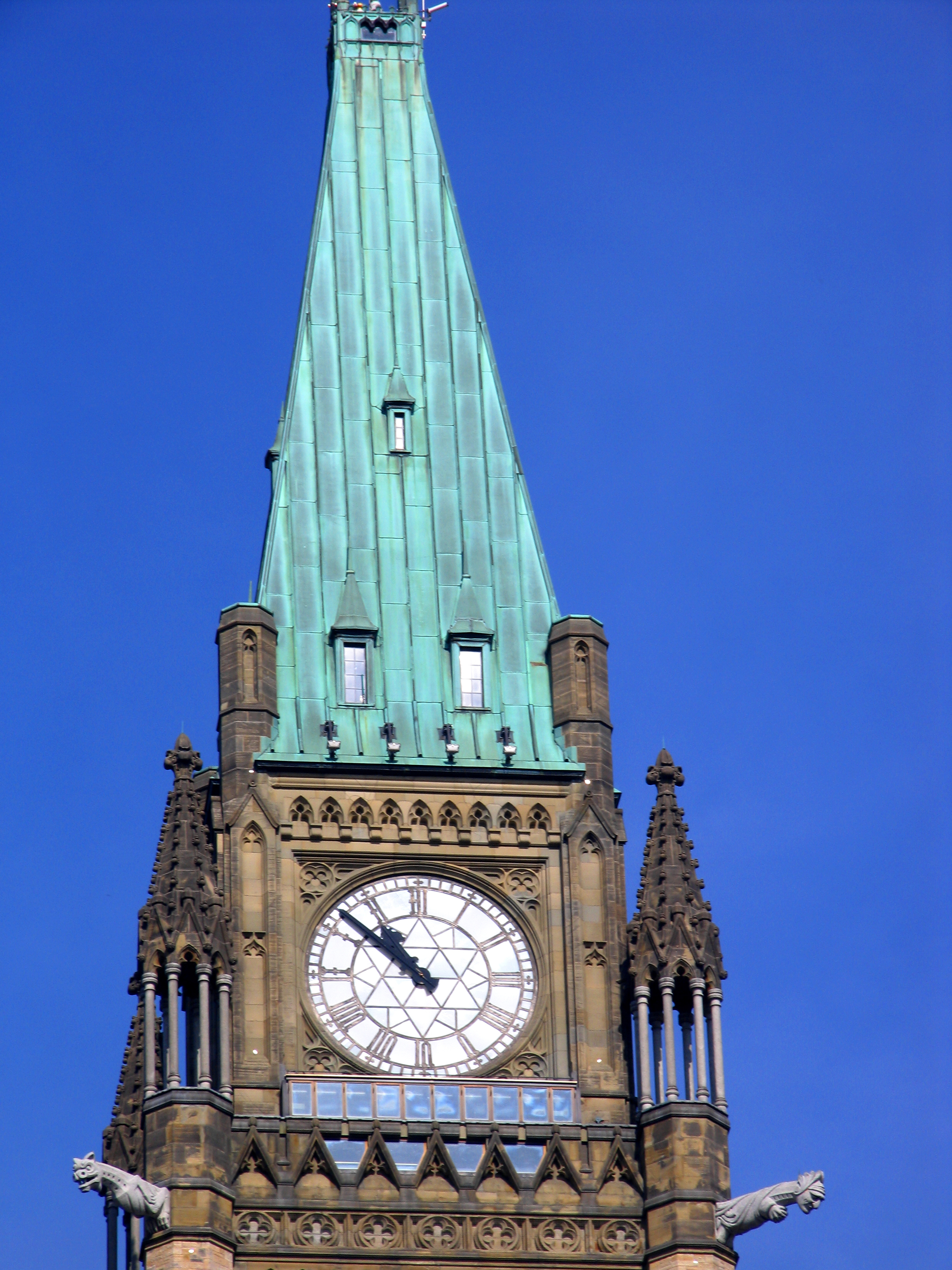
Південний циферблат і скляні вікна оглядового майданчика внизу

У підніжжі розташовано портик з чотирма рівносторонніми стрілчастими арками, північна з яких обрамлює головний вхід до центрального блоку. Колони південної арки прикрашено фігурами з гербом Канади. Ближче до вершини, під крутим дахом, розташовані чотири годинникові циферблати діаметром 4,8 м, по одному на кожному фасаді. Механізм годинника виготовлено компанією Verdin Company, а налаштування часу здійснюється за сигналом Національної дослідницької ради Канади. На один рівень нижче, навколо вежі, розташований оглядовий майданчик. До початку 1970-х це була найвища доступна для відвідувачів точка в Оттаві; вежа домінувала в силуеті міста, оскільки іншим будівлям не дозволяли перевищувати висоту 45,7 м. Згодом це обмеження скасували, і Вежа Миру втратила статус найвищої споруди міста. На рівні оглядового майданчика, на кожному з чотирьох кутів, розміщені горгулії з сірого граніту зі Станстеда (Квебек) довжиною 2,5 м, висотою 75 см (2 фути 6 дюймів) і товщиною 45 см.
Флагшток на вершині вежі має символічне значення — він вважається флагштоком нації. Відповідно, підняття прапора на Вежі Миру супроводжується суворим протоколом: зокрема, прапор приспускається у дні національної жалоби або змінюється на прапор монарха, члена королівської родини або генерал-губернатора під час їхнього перебування на Парламентському пагорбі. У 2009 році керівник об'єкта на пагорбі Парламенту Браян Кук повідомив, що одного разу прапор помилково підняли догори ногами. Раніше прапор змінювали раз на тиждень, але з 1998 року це почали робити щодня. Відслужені прапори безплатно надсилають громадянам, які стоять у черзі на їхнє отримання. До 2014 року очікування в черзі сягнуло 42 років.
У 1981 році встановлений новий похилий ліфт. Його перші 30 метрів підйому проходять під кутом 10°, зміщуючись горизонтально на 3,715 м, далі ліфт рухається вертикально ще на 18,52 м. Кабіна ліфта завжди залишається горизонтальною завдяки кардановому механізму з подвійною рамою. До встановлення цього ліфта відвідувачі діставалися до оглядового майданчика, спочатку піднявшись одним ліфтом, а потім сходами до другого.

### Меморіальна зала
Вежа Миру спроєктована архітектором Джоном А. Пірсоном не лише як архітектурний об'єкт і пам'ятка, а і як меморіал канадцям, які віддали життя під час Великої війни. Саме тому у вежі розташовано Меморіальну залу — склепінчасте приміщення розмірами 7,3 м на 7,3 м, що розташоване безпосередньо над портиком. Зала прикрашена вітражами й іншими елементами, які ілюструють воєнну історію Канади — зокрема, латунними пластинами, виготовленими з використаних гільз, зібраних на полях боїв, які вмонтовані в підлогу й містять назви головних бойових дій за участю Канади під час Першої світової війни. Каміння для підлоги та стін Пірсон особисто збирав на європейських полях битв, де загинули канадці. Архітектор описував це приміщення, яке також називають Меморіальною каплицею, як «священний гай посеред лісу».
Спочатку планувалося викарбувати на кам'яних стінах імена всіх канадських військовослужбовців, які загинули в Першій світовій війні; однак через брак простору для понад 66 000 імен вирішено замість цього розмістити там Книги пам’яті. У цих книгах перелічено всіх канадських солдатів, льотчиків і моряків, які загинули на службі Корони — як британської (до 1931 року), так і канадської (після 1931 року), — або союзних країн під час збройних конфліктів за межами Канади, включно з війною 1812 року, Нільською експедицією, Бурською війною, Першою та Другою світовими війнами і Корейською війною. Вісім книг зберігаються у скляних вітринах на семи вівтарях, розташованих навколо зали; щодня об 11:00 ранку перегортається сторінка в кожній книзі, щоб кожне ім'я було виставлене для огляду принаймні один раз на рік.

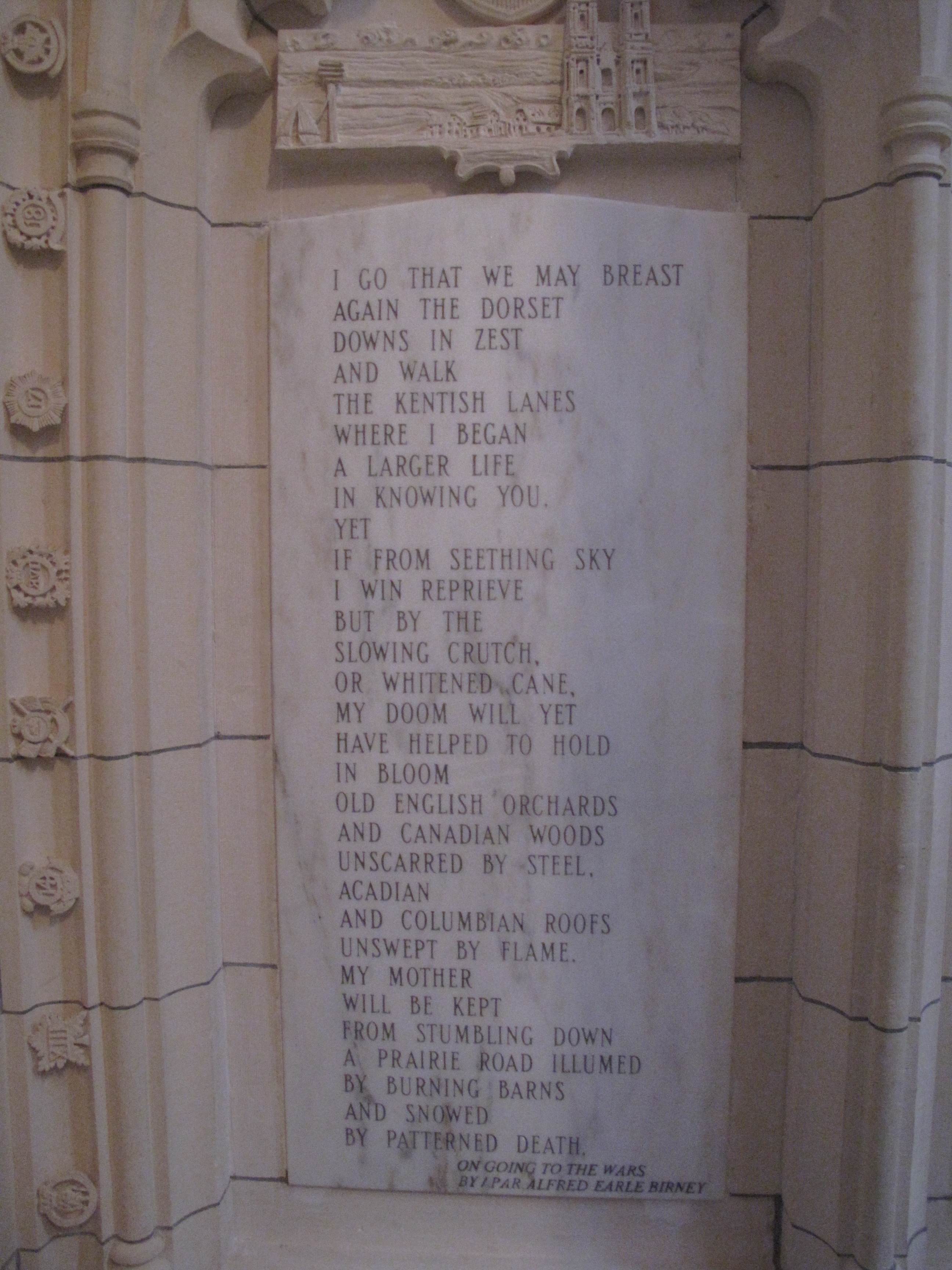
«Іду на війну» Ерла Бірні з меморіальної кімнати у Вежі миру

Серед різьблених мармурових плит, що описують участь Канади у воєнних конфліктах після Конфедерації, п'ять містять літературні уривки. Дві плити (англійською та французькою мовами) містять вірш «У полях Фландрії» канадського військового лікаря підполковника Джон Мак-Крея. Ще одна плита містить уривок з роману франко-канадської письменниці Ґабріель Руа Bonheur d'occasion (Жерстяна флейта). Інша плита містить слова з Псалма 139:8–10, викарбувані французькою та англійською мовами. П'ята плита прикрашена віршем канадського письменника Ерла Бірні «Іду на війну» (On Going to the Wars).

### Скульптура

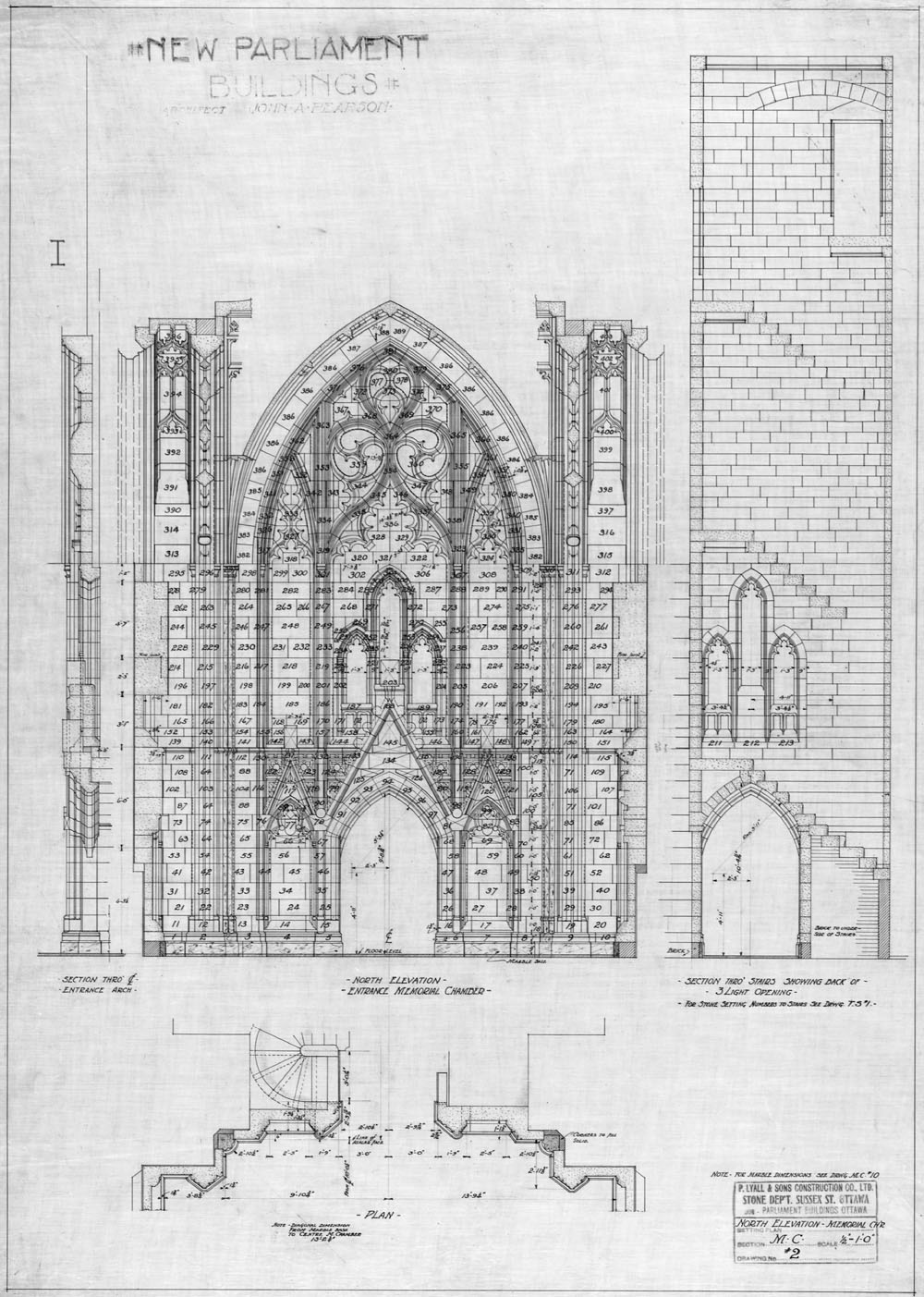
Малюнки Джона Пірсона для нового центрального блоку Парламентського пагорба, що показує розріз Меморіальної зали з піднесенням північної стіни та сходами, які підіймаються за нею

Різні елементи Меморіальної зали виготовлені з каменю, видобутого на полях битв Європи: з Великої Британії привезено вапняк Гоптонвуд; з Бельгії — чорний мармур для цоколів стін і сходів вівтаря, а також мармур Сент-Анн для стовпів, які підтримують з кожного кута приміщення віялоподібне склепіння; з Франції — камінь із Шато-Гаяр для стін і самого склепіння, а також камінь із фландрських полів. З цих матеріалів під керівництвом Айри Лейка створено 700 різьблених елементів різними митцями та скульпторами, які прагнули не лише розповісти повну історію участі Канади у Першій світовій війні, а й вшанувати військові підрозділи, починаючи з XVII століття, доби Нової Франції.
Навколо арки при вході розміщено Меч Перемоги — барельєф над отвором — та двох кам'яних левів, створених Пірсоном разом із моделістом Чарльзом Адамсоном і скульптором Клеофасом Суці. Кожен лев тримає щит: на лівому щиті зображено Дракона Руйнування та дату 1914, а на правому — Голуба Миру, що сидить на короні, та дату 1918. У тимпані арки передпокою розташована скульптурна композиція Пірсона і Суці Друзі тунелярів, яка зображує тварин, що служили на війні: північних оленів, в'ючних мулів, поштових голубів, коней, собак, канарок і мишей — над написом: «Друзі тунелярів, покірні істоти, що служили й загинули». На арковому обрамленні з іншого боку проходу вирізьблено тварин і комах, таких як жуки, павуки, ящірки, метелики, щури, зайці, кажани, птахи, жаби й бджоли; Джон Пірсон пояснював, що ці фігури символізують флору і фауну Канади. Навколо цієї арки викарбувано уривок з вірша «The Returning Man» Джона Цередігіона Джонса: «Усе добре — там, серед своїх, щасливий воїн спочиває».
Стіни Меморіальної зали поділено на 17 ніш, спроєктованих Айрою Лейком та Арчером Форте́ск’ю Д’юґідом. У кожній розміщено мармурову плиту під готичною глухою аркою, увінчаною фронтоном із вінцем і прикрашеною різними емблемами та відзнаками. Зокрема: на карнизах: відзнаки 178 канадських міліцейських полків, що існували до 1914 року; у прорізних чотирилистниках: кавалерійські та не піхотні польові підрозділи; на фоні з діаперним орнаментом: французькі та британські полки до конфедерації та колоніальні сили; на готичних прикрасах фронтонів: посилені батальйони; на основах фронтонів: усі роди військ Канадського корпусу; у чотирилистниках і віночках арок: емблеми й відзнаки вищезгаданих полків, зокрема Королівські канадські драгуни, Кіннота лорда Страткони (королівські канадці), Охоронці генерал-губернатора, 1-й гусарський полк, 2-гі драгуни, 3-ті драгуни принца Уельського; на спандрелях арок: медалі та військові відзнаки союзних держав; на щитах: герби, що відповідають історичному контексту; на рельєфних панелях: сцени з життя канадців під час Першої світової війни. Самі мармурові плити спочатку містили описи різних кампаній та битв Першої світової війни (1914—1918). У 1982 році їх замінили на панелі, що ілюструють участь Канадських збройних сил у збройних конфліктах від Фенійських рейдів до Корейської війни, з додаванням уривків з Біблії, поезії та іншої літератури.

### Вітражі

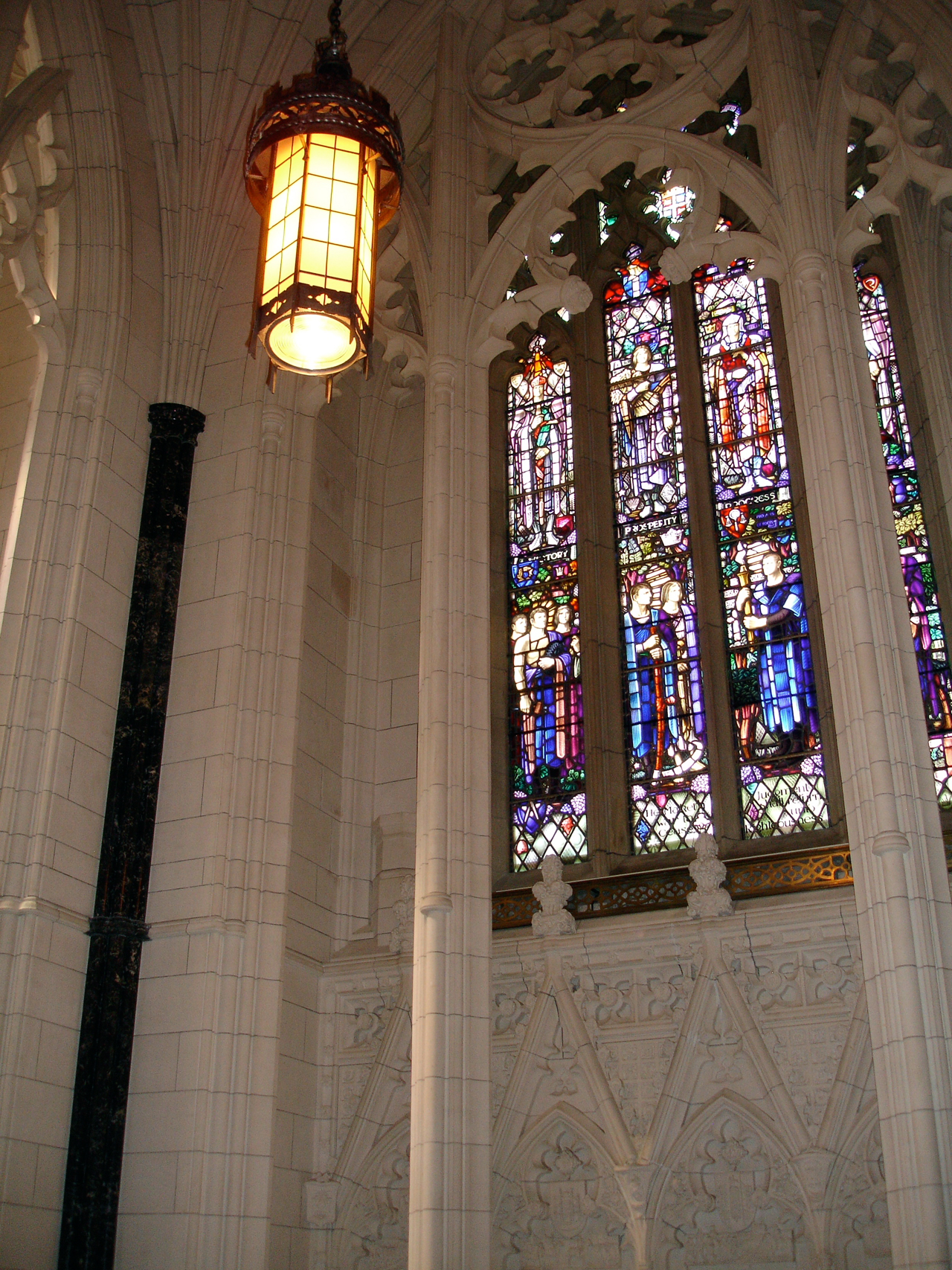
Вітраж «Світанок Миру»

Після того як Джон Пірсон звернувся до британських художників у пошуках дизайнів для вітражів Меморіальної зали, він обрав Френка С. Дж. Голлістера з Торонто для виконання цієї роботи. Пропозиція Голлістера подана в 1925 році до Міністерства громадських робіт на затвердження Генерал-губернатором за порадою уряду. Кожне з трьох вікон розміром 7 на 3,5 метра поділене вертикальними кам'яними імпостами на секції та містить алегоричні фігури серед геральдичних символів, зокрема герб Канади, герби всіх провінцій і герби Великої Британії.

### Карильйон
Разом із годинником Вежі Миру функціонує карильйон із 53 дзвонів, створений за рішенням парламенту як вшанування пам'яті про Комп'єнське перемир'я 1918 року, що поклало край Першій світовій війні. Його урочисте відкриття відбулося 1 липня 1927 року — в 60-ту річницю Конфедерації. Найбільший дзвін (бурдон) важить 10 090 кг, а найменший — лише 4,5 кг. Вони охоплюють 4,5 октави на клавіатурі. Усі 53 дзвони відлиті й налаштовані ливарнею дзвонів Gillett & Johnston з Кройдона, Англія. Домініонський карильйоніст виконує регулярні концерти на карильйоні, а також дзвонить у дзвони під час важливих подій, таких як державні похорони та День пам'яті. Кожен дзвін нерухомий, і звук створюється ударом внутрішнього язичка, який механічно з'єднаний із клавішами карильйона. Це дозволяє грати на інструменті подібно до фортепіано: сила натиску на клавішу впливає на гучність і характер звуку.
Карильйон мовчить із 17 лютого 2022 року, коли відбувся останній концерт перед реставрацією. Завершальний виступ мав відбутися 18 лютого, але його скасували через арешти, пов'язані з протестом конвою в Канаді.

## Історія

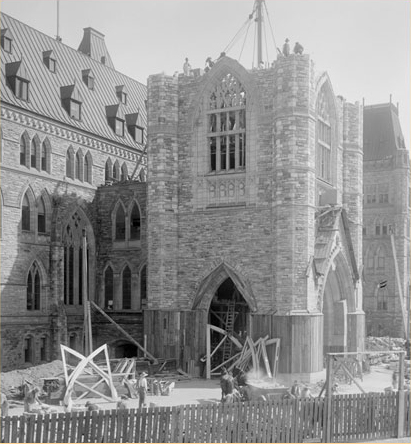
Будівництво вежі 1921 року

Концепція Вежі Миру виникла одразу після знищення будівель парламенту пожежею 1916 року та збіглася в часі з завершенням Першої світової війни. З огляду на це, прем'єр-міністр Роберт Борден урочисто присвятив місце під вежу 1 липня 1917 року словами: «[вежа буде] пам'ятником боргу перед нашими предками і доблести тих канадців, які у Великій війні боролися за свободу Канади, Імперії та людства». Два роки потому, 1 вересня 1919 року, принц Едвард, принц Уельський (майбутній король Едвард VIII), заклав наріжний камінь Вежі Миру під час свого широкомасштабного королівського туру Канадою. Верхівку вежі завершено в 1922 році. Принц назвав її Вежею Перемоги та Миру (фр. tour de Victoire et de Paix).
Улітку 1925 року в Меморіальній залі відбулася неформальна церемонія, під час якої генерал-губернатор Канади віконт Бінг із Вімі, прем'єр-міністр Вільям Лайон Макензі Кінг, лідер опозиції Артур Міен і головнокомандувач британських військ у Першій світовій війні граф Гейґ заклали основи мармурових колон, що підтримують стелю склепіння. Принц Уельський знову прибув до Оттави у 1927 році, щоб освятити вівтар Меморіальної зали й урочисто відкрити Домініонський карильйон. Перший його виступ того дня транслювався по всій країні — це перше радіомовлення в Канаді з узбережжя до узбережжя. Після завершення будівництва Вежа Миру стала найвищою будівлею не лише в Оттаві, а й у всій Канаді.

Починаючи з 1994 року, Вежу Миру закрито для відвідувачів на два роки через реставраційні роботи, спрямовані на усунення пошкоджень кам'яної кладки та запобігання подальшому проникненню вологи. Механізм годинника не входив до переліку робіт, і 24 травня 2006 року він зупинився вперше за 28 років — дисплей не працював із 7:28 приблизно протягом одного дня.